# Rudolf Sallinger
Rudolf Sallinger (* 3. September 1916 in Lassee, Niederösterreich; † 7. März 1992 in Wien) war ein österreichischer Politiker (ÖVP).

## Leben

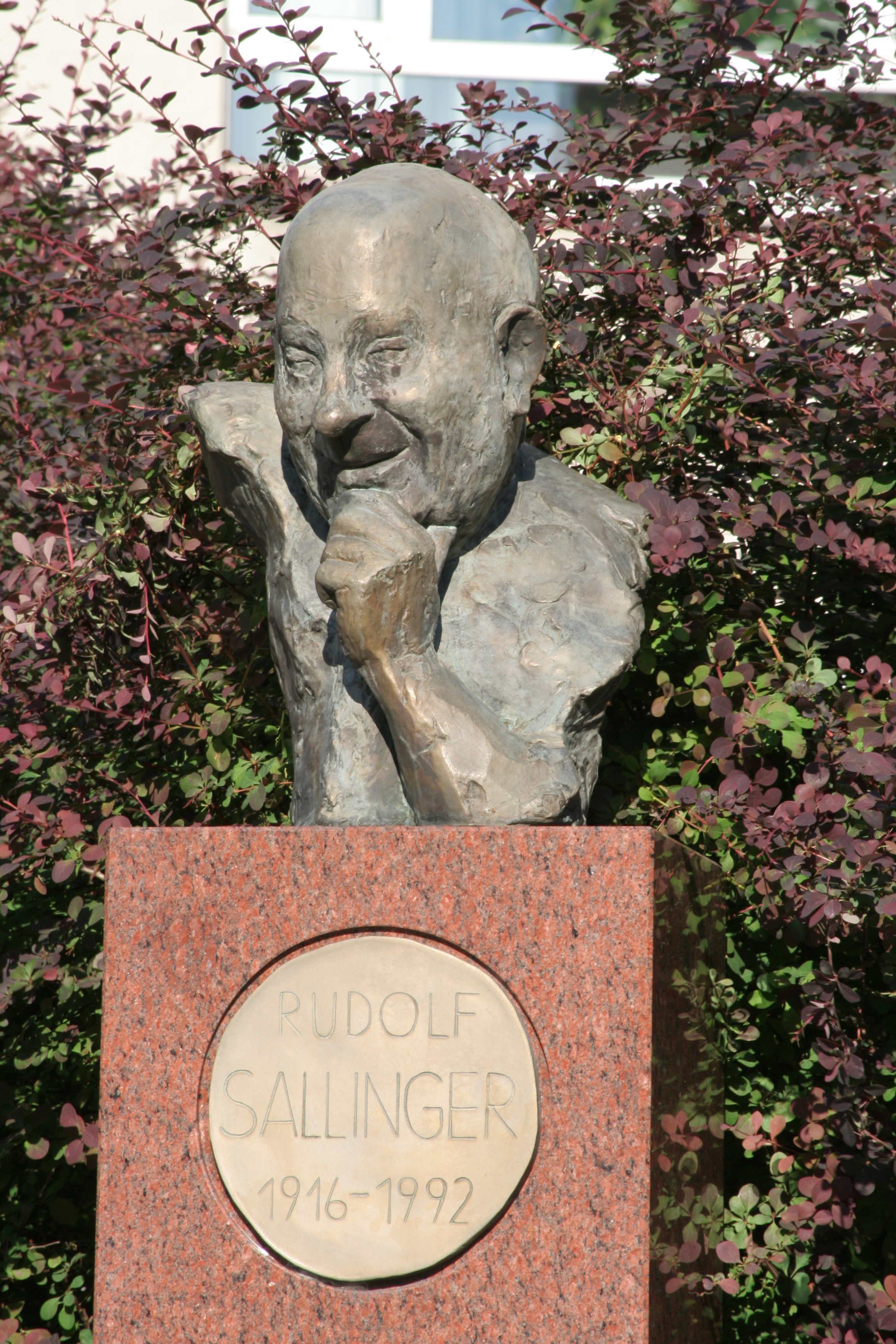
1996 von Hortensia Fussy gestaltetes Denkmal am Rudolf-Sallinger-Platz

Als gelernter Maurer und Steinmetzmeister führte Rudolf Sallinger ab 1943 den Steinmetzbetrieb seiner Frau mit etwa 50 Mitarbeitern in Wien-Margareten. Da er sich nicht ausreichend um den Betrieb kümmerte, wäre dieser pleitegegangen, wurde aber schließlich mithilfe von Hannes Androsch abgewickelt. Als Student stellte Sallinger im April 1938 einen Antrag auf Aufnahme in die NSDAP, in dem er auf seine politischen Aktivitäten für die NSDAP in Form von Verteilung von Streuzetteln und einer Polizeistrafe 1933  verwies. Der Antrag wurde jedoch 1941 abgelehnt, da Sallingers Tätigkeit in der „Kampfzeit“ nicht „den Erfassungsvoraussetzungen entspricht“. In seinem NSDAP-Mitgliederansuchen nach dem Anschluss, vom 30. April 1938, gab Sallinger allerdings auch an, dass er "Anfang Februar 1938" in die Partei eingetreten sei, was ihn zum illegalen Nazi macht.
Nach Ende des Zweiten Weltkriegs war er in verschiedenen Funktionen der Wirtschaftsvertretungen, wie in der Innung tätig. Ab 1953 war er Kurator des Wirtschaftsförderungsinstitutes in Wien. So wurde das WIFI Wien auf dem Grund des ehemaligen Rotschildspitals am Währinger Gürtel erbaut.
Seine bekannteste Tätigkeit war als Präsident der Bundeskammer der gewerblichen Wirtschaft vom 14. Februar 1964 bis Dezember 1990, als er altersbedingt nicht mehr kandidierte. Er übernahm das Amt von dem kurz vorher verstorbenen Julius Raab. Unter ihm wurde das Netz der Auslandsvertretungen der österreichischen Wirtschaft weltweit aufgebaut.
Außerdem war er von 1966 bis 1980 Obmann des Österreichischen Wirtschaftsbundes und Abgeordneter zum Nationalrat.
Ein Hauptanliegen war ihm immer ein Funktionieren der Sozialpartnerschaft, die er zeitgleich mit dem damaligen Gewerkschaftsbundpräsidenten Anton Benya als Gegenüber lebte, was ihm große Anerkennung einbrachte. Kritisch wurde sein Verhalten in der Auseinandersetzung um den Bau des Kraftwerks Hainburg betrachtet, für dessen Errichtung er sich wie Benya einsetzte.
Der in der ÖVP einflussreiche Sallinger gilt auch als Königsmacher von zuerst Erhard Busek und später von Wolfgang Schüssel.

## Ehrungen

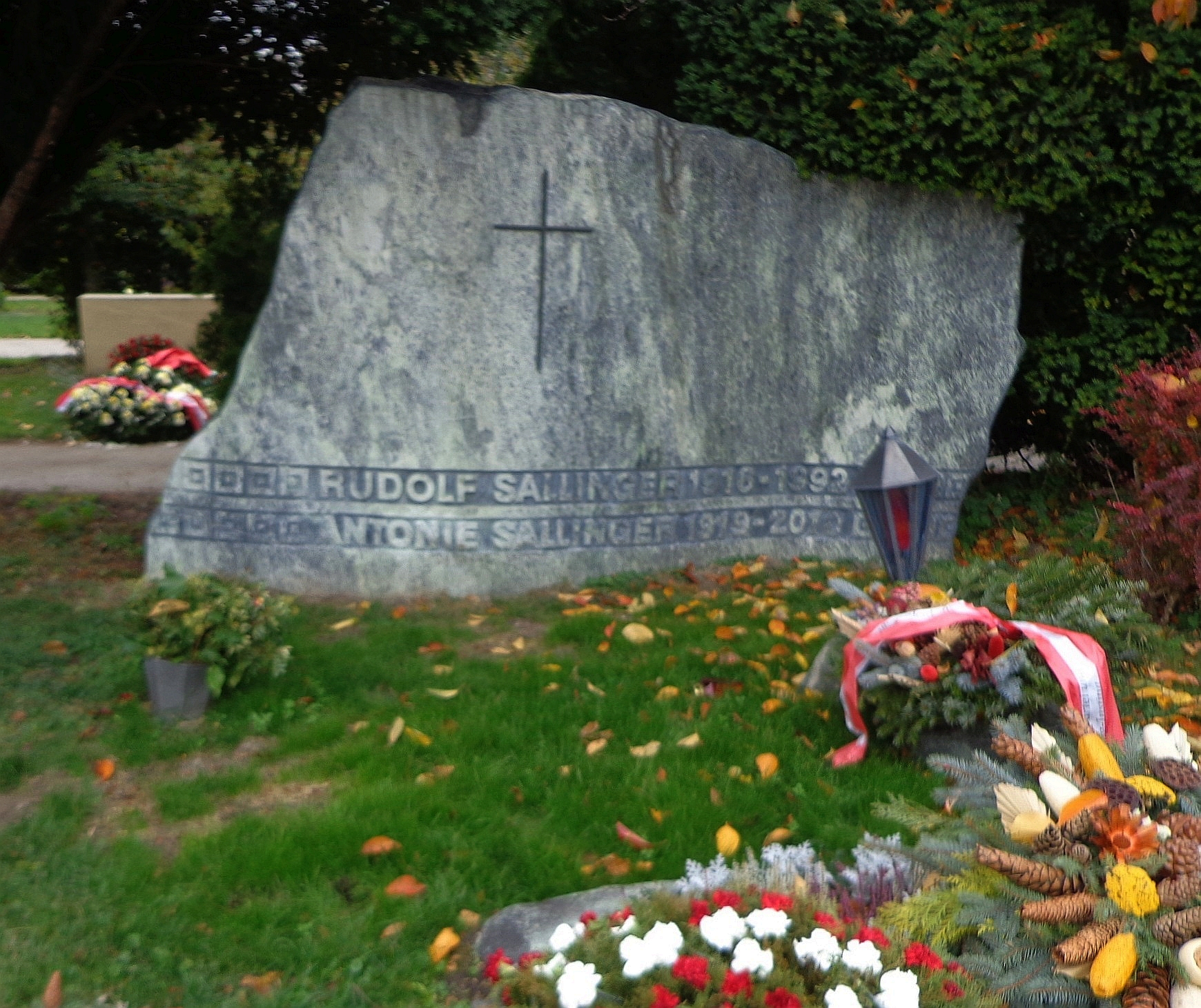
Wiener Zentralfriedhof – Ehrengrab von Rudolf Sallinger

Sallinger wurde neben Julius Raab und Leopold Figl in einem Ehrengrab auf dem Wiener Zentralfriedhof (Gruppe 14 C, Nummer 21 B) beigesetzt.
Am 14. Mai 1992 wurde in Wien-Landstraße (3. Bezirk) der Ing.-Rudolf-Sallinger-Platz nach ihm benannt. Knapp zwei Jahre später wurde, auf Wunsch der Familie, der Titel aus dem Namen gestrichen, woraufhin der Platz seitdem als Rudolf-Sallinger-Platz bekannt ist. Im Jahr 1996 gestaltete die Bildhauerin Hortensia ein Denkmal von Rudolf Sallinger auf diesem Platz. Nach dem Verkauf des Gewerbehauses im Jahr 2019 wurde die Skulptur allerdings entfernt und verweilt seither im "Lager für historische Artefakte" der Wirtschaftskammer im 2. Bezirk. In Wien-Margareten wurde am 12. September 2000 ein Park nach ihm benannt; der ehemalige Hartmannpark (der Name war nicht amtlich) trägt seitdem den Namen Rudolf-Sallinger-Park.
Der nach ihm benannte Rudolf-Sallinger-Fonds vergibt jährlich den Rudolf-Sallinger-Preis.

## Auszeichnungen
- 1956 Goldenes Ehrenzeichen für Verdienste um die Republik Österreich
- 1959 Berufstitel Kommerzialrat
- 1964 Großkreuz des Verdienstordens der Italienischen Republik
- 1964 Ehrensenator der Hochschule für Welthandel
- 1965 Ehrensenator der Technischen Hochschule Wien
- 1966 Großes Verdienstkreuz mit dem Stern für besondere Verdienste um die Bundesrepublik Deutschland
- 1966 Komturkreuz des Gregorius-Ordens mit dem Stern
- 1966 Ehrenbürger der Wiener Universität
- 1967 Großes Silbernes Ehrenzeichen mit dem Stern für Verdienste um die Republik Österreich
- 1969 Knight Commander of the British Empire (KBE)
- 1969 Kommandeurkreuz I. Klasse des Königlichen schwedischen Wasa-Ordens
- 1970 Rumänischer Orden Tudor Vladimirescu II. Klasse
- 1972 Silbernes Komturkreuz mit dem Stern des Ehrenzeichens für Verdienste um das Bundesland Niederösterreich
- 1973 Komturkreuz des Landes Burgenland
- 1974 Verdienstorden um die Volksrepublik Polen II. Klasse
- 1975 Großes Silbernes Ehrenzeichen am Bande für Verdienste um die Republik Österreich
- 1976 Ehrenzeichen des Jordanischen Unabhängigkeitsordens I. Klasse
- 1976 Ehrenzeichen des Landes Tirol
- 1976 Großes Goldenes Ehrenzeichen des Landes Wien
- 1977 Großoffizier des Ordens von Oranien-Nassau
- 1980 Bulgarischer Orden Madarski Konnik I. Grades (Reiter von Madara)
- 1981 Großes Ehrenzeichen des Landes Salzburg
- 1981 Peruanisches Gran Cruz al Merito por Servicios Distinguidos
- 1982 Großes Goldenes Ehrenzeichen des Landes Steiermark
- 1983 Orden I. Klasse des Heiligen Schatzes Japan
- 1984 Großes Ehrenzeichen des Landes Oberösterreich
- 1984 Kärntner Landesorden in Gold
- 1984 Ungarischer Verdienstorden der Arbeit in Gold
- 1984 Ehrenbürger der Stadt Wien
- 1986 Großkreuz des Gregorius-Ordens
- 1986 Ehrensenator der Universität für Bodenkultur
- 1988 Kommandeur der Ehrenlegion
- 1988 Großes Goldenes Ehrenzeichen Pro Merito der Wirtschaftsuniversität Wien
- 1990 Ehrenring der Universität für Bodenkultur Wien
- 1990 Montfortorden in Gold des Landes Vorarlberg
- 1990 Großoffizierskreuz des Belgischen Leopoldsordens
- 1990 Fahnenorden mit Lorbeer der Republik Ungarn
- 1990 Orden der Völkerfreundschaft der UdSSR
- 1990 Bayerischer Verdienstorden
- 1990 Friend of Overseas Chinese